# Gurudas Kamat
Gurudas Kamat, född 5 oktober 1954 i Ankola i Karnataka, död 22 augusti 2018 i New Delhi, var en indisk politiker (INC), advokat och civilekonom. Han satt i Lok Sabha som ledamot för valkretsen Nordöstra Mumbai under perioden 1984–2014. Han var distriktsordförande för Kongresspartiet i Mumbairegionen mellan 2003 och 2008.